# Adelaide Rams
Les  Adelaide Rams étaient un club australien de rugby à XIII professionnel basé à Adelaide, en Australie-Méridionale. Fondé en 1995, il a disparu au bout de deux saisons d'activité.

## Historique
Le club est fondé en décembre 1995 avec le soutien de la fédération de rugby à XIII d’Australie méridionale, pour intégrer la Super League, lancée par News Limited, groupe de médias de Rupert Murdoch, et censée concurrencer la puissante Australian Rugby League. Pour des raisons juridiques, la Super League fut mise en suspens et dut attendre 1997 pour disputer sa première — et seule — saison.
Les Rams (les béliers) ont disputé cette seule saison de la Super League (1997) avant de faire partie de la première saison de la National Rugby League, qui résulta de la fusion des deux ligues. Les résultats sportifs décevants (avant-dernier en 1997, 17e sur 20 en 1998), la concurrence très forte du football australien, extrêmement populaire dans la région, et l’impossibilité de trouver un partenaire pour entrer dans une fusion à l’annonce de la NRL qu’elle allait faire passer le nombre d’équipes de 20 à 14 pour viabiliser le championnat, eurent raison du club qui déposa le bilan en décembre 1998, malgré des entrées aux guichets honorables.